# NGC 6803
NGC 6803 ist ein planetarischer Nebel im Sternbild Adler. 
Das Objekt wurde am 17. September 1882 von dem amerikanischen Astronomen Edward Charles Pickering entdeckt.